# Dljin
Dljin (en serbe cyrillique : Дљин) est un village de Serbie situé dans la municipalité de Lučani, district de Moravica. Au recensement de 2011, il comptait 943 habitants.

## Démographie

### Évolution historique de la population
| 1948  | 1953  | 1961  | 1971  | 1981  | 1991  | 2002  | 2011 |
| ----- | ----- | ----- | ----- | ----- | ----- | ----- | ---- |
| 1 400 | 1 449 | 1 421 | 1 399 | 1 053 | 1 161 | 1 060 | 943  |

|  |